# Coenosia beschovskii
Coenosia beschovskii är en tvåvingeart som först beskrevs av Lavciev 1970.  Coenosia beschovskii ingår i släktet Coenosia och familjen husflugor. Inga underarter finns listade i Catalogue of Life.